# Kriegerdenkmal (Waltenhofen)
Das Waltenhofener Kriegerdenkmal befindet sich an der Nordseite der Pfarrkirche St. Martin und Alexander im Landkreis Oberallgäu in Bayern.

## Geschichte
Im Ersten Weltkrieg waren 422 Waltenhofener als Aktive beteiligt. 330 kehrten teils unversehrt, teils verwundet zurück, 75 fielen ihm zum Opfer, 21 gerieten in Kriegsgefangenschaft. 
1920 entstanden erste Planungen eines Ehrenmals. Bürgermeister Hengeler und Pfarrer Straub bildeten den Bauausschuss. Den konkreten Plan für das Ehrenmal entwarf schließlich der Baumeister Adolf Kirmayr. 
Im März 1923 wurde die erste Kostenaufstellung erstellt. Die Kosten für die Rohmaterialien beliefen sich inflationsbedingt auf rund 220.000 Mark. Die Aufwendungen für die Schrift, 2050 Buchstaben für die Namen der Vermissten und Gefallenen, beliefen sich auf ca. 410.000 Mark. Der größte Kostenfaktor war das Aushauen der Soldatengruppe durch einen Steinmetz in Höhe von 1,3 Millionen Mark. 
Die Finanzierung des Kriegerdenkmals stand zunächst in Frage. Es existierten ein Sparbuch für den Kriegerdenkmalfond und Papiere zur Finanzierung des Mahnmals. Erst nach zwei Sammlungen in der Gemeinde konnten die Gesamtkosten aufgebracht werden. Die aktive Mithilfe von 15 Waltenhofener Bürgern minimierte die Kosten.
Die feierliche Einweihung fand am 23. Mai 1923 statt. Heutzutage findet jährlich am Volkstrauertag eine Gedenkfeier statt.

## Beschreibung
Nach Kirmayrs Plan schuf man die aus Muschelkalkstein bestehende Skulptur zweier Soldaten, eines Sterbenden Kriegers mit seinem ihn stützenden Kameraden auf einem erhöhten Zementsockel mit der Inschrift: „Unseren gefallenen Helden zu ehrendem Gedächtnis“. Auf dem Sockel vermerkt sind die Namen der Gefallenen gegliedert nach Todesjahr mit Angabe der Einheit, und Todesort. Die als Todesorte aufgeführten Länder sind: Belgien, Frankreich, Ungarn, Serbien, Rumänien, Russland und Italien.
Umgebend wurde eine gärtnerische Anlage eingerichtet.

## Publikation
- Allgäuer Zeitung, 24. Mai 1923 (verfügbar in der Stadtbibliothek Kempten)

Koordinaten: 47° 40′ 16,5″ N, 10° 18′ 15,6″ O